# Tramway (kunstcenter)
Tramway er et kunstcenter med midlertidig visuel og performance-kunst, der ligger i Glasgow, Skotland.
Det er indrettet i Coplawhill Glasgow Corporation Tramways' tidligere depot i Pollokshields-området i South Side og består af to områder til performancekunst og to gallerier, som faciliter til andre kunstprojekter. The Hidden Gardens ligger bagved Tramway. Den nye udvidelse af Tramway huser Scottish Ballet, og det påstår at være et af de ledende steder til denne type optræden i Europa.